# Hinterer Kesselberg
Hinterer Kesselberg (amtlich: Kesselberg (hinterer)) ist ein Gemeindeteil der Stadt Gefrees im Landkreis Bayreuth (Oberfranken, Bayern). Hinterer Kesselberg liegt in der Gemarkung Lützenreuth.

## Geografie
Die Einöde liegt am Nordhang des Kesselbergs (591 m ü. NHN), einer Erhebung des Fichtelgebirges. Ein Anliegerweg führt 450 Meter nordöstlich zur Staatsstraße 2180, die westlich zur Anschlussstelle 37 der Bundesautobahn 9 bzw. nach Böseneck verläuft.

## Geschichte
Kesselberg gehörte zur Realgemeinde Lützenreuth. Gegen Ende des 18. Jahrhunderts bestand Kesselberg aus einem Anwesen. Die Hochgerichtsbarkeit stand dem bayreuthischen Stadtvogteiamt Berneck zu. Das Stadtvogteiamt Berneck war auch Grundherr des Hauses.
Infolge des Ersten Gemeindeedikts wurde Hinterer Kesselberg dem 1812 gebildeten Steuerdistrikt Lützenreuth und der zugleich entstandenen Ruralgemeinde Lützenreuth zugewiesen. Im Zuge der Gebietsreform in Bayern wurde Hinterer Kesselberg am 1. Juli 1971 nach Gefrees eingemeindet.

### Einwohnerentwicklung
| Jahr      | 001812 | 001819 | 001861 | 001871 | 001885 | 001900 | 001925 | 001950 | 001961 | 001970 | 001987 |
| Einwohner | 7      | *      | 10 †   | 11 †   | 4      | 5      | 4      | 4      | 5      | 2      | 0      |
| Häuser    | 1      |        |        |        | 1      | 1      | 1      | 1      | 1      |        | 1      |
| Quelle    | [ 6 ]  | [ 9 ]  | [ 10 ] | [ 11 ] | [ 12 ] | [ 13 ] | [ 14 ] | [ 15 ] | [ 16 ] | [ 17 ] | [ 1 ]  |

## Religion
Hinterer Kesselberg ist evangelisch-lutherisch geprägt und war ursprünglich nach St. Trinitatis (Berneck) gepfarrt. Seit der zweiten Hälfte des 19. Jahrhunderts ist die Pfarrei St. Johannes der Täufer (Gefrees) zuständig.